# Record italiani juniores di atletica leggera
I record italiani juniores di atletica leggera costituiscono i primati stabiliti dagli atleti di nazionalità italiana della categoria juniores (a livello internazionale chiamata under 20) nelle specialità dell'atletica leggera riconosciute dalla Federazione Italiana di Atletica Leggera (FIDAL).

## Outdoor

### Maschili
Salvo specifiche indicazioni diverse, tutti i dati della sottostante tabella sono aggiornati al 13 giugno 2024.
| 100 m piani                   | 10"15 (+0,9 m/s) | Filippo Tortu                                                       | Fiamme Gialle                     | 25 maggio 2017    | Savona, Italia               |         |        |             |         |
| 200 m piani                   | 20"28 (+0,1 m/s) | Andrew Howe                                                         | Aeronautica Militare              | 16 luglio 2004    | Grosseto, Italia             |         |        |             |         |
| 400 m piani                   | 45"84 | Edoardo Scotti                                                      | CUS Parma                         | 12 luglio 2018    | Tampere, Finlandia           |         |        |             |         |
| 800 m piani                   | 1'46"87 | Francesco Pernici                                                   | FreeZone                          | 11 giugno 2022    | Conegliano, Italia           |         |        |             |         |
| 1 000 m piani                 | 2'20"5(m) | Carlo Grippo                                                        | Arca Roma                         | 16 ottobre 1974   | Roma, Italia                 |         |        |             |         |
| 1 500 m piani                 | 3'39"00 | Stefano Mei                                                         | Carispezia Spezia                 | 12 settembre 1981 | Bologna, Italia              |         |        |             |         |
| Miglio                        | 4'01"8(m) | Massimo Pegoretti                                                   | Fiamme Azzurre                    | 28 settembre 1993 | Trento, Italia               |         |        |             |         |
| 3 000 m piani                 | 7'51"53 | Christian Leuprecht                                                 | LGS Raiffeisen Bolzano            | 16 settembre 1990 | Padova, Italia               |         |        |             |         |
| 5 000 m piani                 | 13'33"9(m) | Christian Leuprecht                                                 | LGS Raiffeisen Bolzano            | 28 settembre 1990 | Lana, Italia                 |         |        |             |         |
| 10 000 m piani                | 28'22"48 | Christian Leuprecht                                                 | LGS Raiffeisen Bolzano            | 4 settembre 1990  | Coblenza, Germania Ovest     |         |        |             |         |
| 3 000 m siepi                 | 8'32"66 | Yohanes Chiappinelli                                                | Carabinieri                       | 24 luglio 2016    | Bydgoszcz, Polonia           |         |        |             |         |
| 110 m ostacoli (99 cm)        | 13"27 (+0,6 m/s) | Matteo Togni                                                        | Fiamme Oro                        | 10 agosto 2025    | Tampere, Finlandia           |         |        |             |         |
| 400 m ostacoli                | 49"84 | Ashraf Saber                                                        | Fiamme Gialle                     | 6 settembre 1992  | Rieti, Italia                |         |        |             |         |
| Salto in alto                 | 2,28 m | Paolo Borghi                                                        | Atletica Spresiano                | 25 maggio 1980    | Santa Lucia di Piave, Italia |         |        |             |         |
| Salto con l'asta              | 5,51 m(i) | Simone Bertelli                                                     | Safatletica Piemonte              | 4 febbraio 2023   | Ancona, Italia               |         |        |             |         |
| Salto in lungo                | 8,38 m (−0,5 m/s) | Mattia Furlani                                                      | Fiamme Oro                        | 8 giugno 2024     | Roma, Italia                 |         |        |             |         |
| Salto triplo                  | 16,87 m (+0,5 m/s) | Andrea Dallavalle                                                   | Atletica Piacenza                 | 23 luglio 2017    | Grosseto, Italia             |         |        |             |         |
| Getto del peso (6 kg)         | 21,23 m | Sebastiano Bianchetti                                               | Studentesca Cariri                | 4 ottobre 2015    | Caorle, Italia               |         |        |             |         |
| Lancio del disco (1,75 kg)    | 64,97 m | Carmelo Musci                                                       | Fiamme Gialle                     | 26 settembre 2020 | Molfetta, Italia             |         |        |             |         |
| Lancio del martello (6 kg)    | 79,23 m | Giorgio Olivieri                                                    | Team Atletica Marche              | 8 giugno 2019     | Rieti, Italia                |         |        |             |         |
| Lancio del martello (7,26 kg) | 72,03 m | Giorgio Olivieri                                                    | Team Atletica Marche              | 28 luglio 2019    | Bressanone, Italia           |         |        |             |         |
| Lancio del giavellotto        | 73,78 m | Giovanni Frattini                                                   | La Fratellanza 1874               | 12 giugno 2021    | Grosseto, Italia             |         |        |             |         |
| Decathlon (under 20)          | 7 589 punti | Dario Dester                                                        | Cremona Sportiva Atletica Arvedi  | 20 luglio 2019    | Borås, Svezia                |         |        |             |         |
| Decathlon (under 20)          | \| 100 m (v.) \| Lungo (v.) \| Peso \| Alto \| 400 m \| 110 m hs (v.) \| Disco \| Asta \| Giavellotto \| 1500 m \| \| ---------------- \| ----------------- \| ------- \| ------ \| ----- \| ---------------- \| ------- \| ------ \| ----------- \| ------- \| \| 11"13 (-0,6 m/s) \| 6,98 m (+0,1 m/s) \| 13,44 m \| 1,94 m \| 48"56 \| 14"21 (-0,1 m/s) \| 39,00 m \| 4,50 m \| 50,62 m \| 4'41"17 \| |                                                                     |                                   |                   |                              |         |        |             |         |
| Marcia 5 000 m (pista)        | 19'09"37 | Giuseppe Disabato                                                   | Fiamme Gialle                     | 14 giugno 2025    | Ancona, Italia               |         |        |             |         |
| Marcia 10 000 m (pista)       | 39'20"87 | Giuseppe Disabato                                                   | Fiamme Gialle                     | 10 agosto 2025    | Tampere, Finlandia           |         |        |             |         |
| Marcia 10 km (strada)         | 39'28" | Giuseppe Disabato                                                   | Fiamme Gialle                     | 18 maggio 2025    | Poděbrady, Rep. Ceca         |         |        |             |         |
| Marcia 20 km (strada)         | 1h23'01" | Giuseppe Disabato                                                   | Fiamme Gialle                     | 30 marzo 2025     | Sant'Alessio Siculo, Italia  |         |        |             |         |
| Staffetta 4×100 m             | 39"28 | Angelo Ulisse Matteo Melluzzo Filippo Cappelletti Lorenzo Simonelli | Italia Squadra nazionale under 20 | 22 agosto 2021    | Nairobi, Kenya               |         |        |             |         |
| Staffetta 4×400 m             | 3'04"05 | Klaudio Gjetja Andrea Romani Alessandro Sibilio Edoardo Scotti      | Italia Squadra nazionale under 20 | 15 luglio 2018    | Tampere, Finlandia           |         |        |             |         |
| 100 m (v.)                    | Lungo (v.) | Peso                                                                | Alto                              | 400 m             | 110 m hs (v.)                | Disco   | Asta   | Giavellotto | 1500 m  |
| 11"13 (-0,6 m/s)              | 6,98 m (+0,1 m/s) | 13,44 m                                                             | 1,94 m                            | 48"56             | 14"21 (-0,1 m/s)             | 39,00 m | 4,50 m | 50,62 m     | 4'41"17 |

### Femminili
Salvo specifiche indicazioni diverse, tutti i dati della sottostante tabella sono aggiornati al 13 giugno 2024.
| Specialità              | Prestazione | Atleta                                                              | Società                           | Data              | Luogo                       |         |
| ----------------------- | --- | ------------------------------------------------------------------- | --------------------------------- | ----------------- | --------------------------- | ------- |
| 100 m piani             | 11"21 (0,0 m/s) | Kelly Doualla                                                       | Pro Patria Milano                 | 21 luglio 2025    | Skopje, Macedonia del Nord  |         |
| 200 m piani             | 23"09 (+1,0 m/s) | Elisa Valensin                                                      | Atletica Bergamo 1959             | 20 luglio 2024    | Banská Bystrica, Slovacchia |         |
| 400 m piani             | 52"23 | Elisa Valensin                                                      | Atletica Bergamo 1959             | 28 agosto 2024    | Lima, Perù                  |         |
| 800 m piani             | 2'01"43 | Daniela Porcelli                                                    | CUS Cagliari                      | 25 giugno 1980    | Torino, Italia              |         |
| 1 000 m piani           | 2'40"8(m) | Gabriella Dorio                                                     | Fiamma Vicenza                    | 8 maggio 1975     | Formia, Italia              |         |
| 1 500 m piani           | 4'07"27 | Gabriella Dorio                                                     | Fiamma Vicenza                    | 30 luglio 1976    | Montréal, Canada            |         |
| Miglio                  | 4'43"9(m) | Gabriella Dorio                                                     | Fiamma Vicenza                    | 22 agosto 1976    | Avezzano, Italia            |         |
| 3 000 m piani           | 9'04"46 | Nadia Battocletti                                                   | Fiamme Azzurre                    | 16 agosto 2019    | Göteborg, Svezia            |         |
| 5 000 m piani           | 15'52"20 | Silvia La Barbera                                                   | CUS Palermo                       | 25 luglio 2003    | Tampere, Finlandia          |         |
| 10 000 m piani          | 33'42"91 | Sara Ferrari                                                        | CUS Ferrara                       | 5 maggio 1996     | Pietrasanta, Italia         |         |
| 3 000 m siepi           | 10'05"43 | Giulia Martinelli                                                   | Studentesca Cariri                | 22 luglio 2010    | Moncton, Canada             |         |
| 100 m ostacoli          | 13"20 (+1,9 m/s) | Alessia Succo                                                       | Atletica Settimese                | 1º maggio 2025    | Imperia, Italia             |         |
| 400 m ostacoli          | 56"63 | Virna De Angeli                                                     | Ginnastica Comense 1872           | 6 maggio 1995     | Città del Capo, Sudafrica   |         |
| Salto in alto           | 1,92 m | Alessia Trost                                                       | Fiamme Gialle                     | 19 maggio 2012    | Gorizia, Italia             |         |
| Salto in alto           | 1,92 m(i) | Aurora Vicini                                                       | CUS Parma                         | 18 febbraio 2024  | Ancona, Italia              |         |
| Salto con l'asta        | 4,42 m | Sonia Malavisi                                                      | ACSI Italia Atletica              | 5 luglio 2013     | Rieti, Italia               |         |
| Salto in lungo          | 6,80 m (+0,7 m/s) | Larissa Iapichino                                                   | Atletica Firenze Marathon         | 16 luglio 2020    | Savona, Italia              |         |
| Salto triplo            | 14,24 m (0,0 m/s) | Erika Saraceni                                                      | Bracco Atletica                   | 8 agosto 2025     | Tampere, Finlandia          |         |
| Getto del peso          | 16,96 m | Chiara Rosa                                                         | Atletica Libertas Padova          | 16 giugno 2002    | Milano, Italia              |         |
| Lancio del disco        | 55,83 m | Benedetta Benedetti                                                 | Esercito                          | 2 ottobre 2022    | Rieti, Italia               |         |
| Lancio del martello     | 68,04 m | Rachele Mori                                                        | Fiamme Gialle                     | 28 maggio 2022    | Lucca, Italia               |         |
| Lancio del giavellotto  | 58,47 m | Carolina Visca                                                      | Fiamme Gialle                     | 28 luglio 2019    | Bressanone, Italia          |         |
| Eptathlon               | 5 696 punti | Ifeoma Ozoeze                                                       | Fiamma Veneto                     | 23 settembre 1990 | Milano, Italia              |         |
| Eptathlon               | \| 100 m hs (v.) \| Alto \| Peso \| 200 m (v.) \| Lungo (v.) \| Giavellotto \| 800 m \| \| ------------- \| ------ \| ------- \| ---------- \| ---------- \| ----------- \| ------- \| \| 14"08 \| 1,69 m \| 12,11 m \| 24"86 \| 5,89 m \| 42,60 m \| 2'22"80 \| |                                                                     |                                   |                   |                             |         |
| Marcia 5 000 m (pista)  | 21'43"99 | Giulia Gabriele                                                     | Fiamme Gialle G. Simoni           | 21 settembre 2024 | Camerino, Italia            |         |
| Marcia 10 000 m (pista) | 43'56"25 | Serena Di Fabio                                                     | Polisportiva Tethys Chieti        | 9 agosto 2025     | Tampere, Finlandia          |         |
| Marcia 10 km (strada)   | 44'08" | Serena Di Fabio                                                     | Polisportiva Tethys Chieti        | 18 maggio 2025    | Poděbrady, Rep. Ceca        |         |
| Marcia 20 km (strada)   | 1h34'12" | Serena Di Fabio                                                     | Polisportiva Tethys Chieti        | 30 marzo 2025     | Sant'Alessio Siculo, Italia |         |
| Staffetta 4×100 m       | 43"72 | Alice Pagliarini Elisa Valensin Margherita Castellani Kelly Doualla | Italia Squadra nazionale under 20 | 10 agosto 2025    | Tampere, Finlandia          |         |
| Staffetta 4×400 m       | 3'34"00 | Camilla Pitzalis Eloisa Coiro Chiara Gherardi Elisabetta Vandi      | Italia Squadra nazionale under 20 | 15 luglio 2018    | Tampere, Finlandia          |         |
| 100 m hs (v.)           | Alto | Peso                                                                | 200 m (v.)                        | Lungo (v.)        | Giavellotto                 | 800 m   |
| 14"08                   | 1,69 m | 12,11 m                                                             | 24"86                             | 5,89 m            | 42,60 m                     | 2'22"80 |

### Misti
Salvo specifiche indicazioni diverse, tutti i dati della sottostante tabella sono aggiornati al 12 agosto 2022.
| Specialità        | Prestazione | Atleta                                                             | Società                           | Data           | Luogo                      |
| ----------------- | ----------- | ------------------------------------------------------------------ | --------------------------------- | -------------- | -------------------------- |
| Staffetta 4×400 m | 3'23"02     | Juan Jose Caggia Caterina Caligiana Diego Mancini Laura Frattaroli | Italia Squadra nazionale under 18 | 23 luglio 2025 | Skopje, Macedonia del Nord |

## Indoor

### Maschili
Salvo specifiche indicazioni diverse, tutti i dati della sottostante tabella sono aggiornati al 12 marzo 2023.
| Specialità             | Prestazione | Atleta            | Società                           | Data             | Luogo                |         |
| ---------------------- | --- | ----------------- | --------------------------------- | ---------------- | -------------------- | ------- |
| 60 m piani             | 6"64 | Filippo Tortu     | Fiamme Gialle                     | 28 gennaio 2017  | Magglingen, Svizzera |         |
| 200 m piani            | 20"99 | Carlo Occhiena    | Ceat Cavi Pont Donnas             | 21 febbraio 1990 | Torino, Italia       |         |
| 400 m piani            | 47"11 | Lorenzo Benati    | Atletica Roma Acquacetosa         | 7 febbraio 2021  | Ancona, Italia       |         |
| 800 m piani            | 1'49"40 | Simone Barontini  | SEF Stamura                       | 19 febbraio 2017 | Ancona, Italia       |         |
| 1000 m piani           | 2'23"21 | Gabriele Angiono  | Battaglio CUS Torino              | 11 febbraio 2023 | Padova, Italia       |         |
| 1 500 m piani          | 3'46"22 | Stefano Mei       | Cassa Risparmio Spezia            | 13 febbraio 1982 | Genova, Italia       |         |
| 60 m ostacoli (100 cm) | 7"48 | Lorenzo Simonelli | Esercito                          | 17 febbraio 2024 | Ancona, Italia       |         |
| Salto in alto          | 2,25 m | Matteo Sioli      | Euroatletica 2002                 | 21 dicembre 2024 | Parma, Italia        |         |
| Salto con l'asta       | 5,51 m | Simone Bertelli   | Safatletica Piemonte              | 4 febbraio 2023  | Ancona, Italia       |         |
| Salto in lungo         | 8,34 m | Mattia Furlani    | Fiamme Oro                        | 17 febbraio 2024 | Ancona, Italia       |         |
| Salto triplo           | 16,38 m | Andrea Dallavalle | Atletica Piacenza                 | 4 febbraio 2018  | Ancona, Italia       |         |
| Getto del peso (6 kg)  | 20,25 m | Carmelo Musci     | Fiamme Gialle                     | 26 gennaio 2020  | Ancona, Italia       |         |
| Eptathlon              | 5 495 punti | Alberto Nonino    | Atletica Malignani Libertas Udine | 12 marzo 2023    | Padova, Italia       |         |
| Eptathlon              | \| 60 m \| Lungo \| Peso \| Alto \| 60 m hs \| Asta \| 1000 m \| \| ---- \| ------ \| ------- \| ------ \| ------- \| ------ \| ------- \| \| 7"25 \| 6,90 m \| 13,01 m \| 1,92 m \| 8"08 \| 4,60 m \| 2'50"69 \| |                   |                                   |                  |                      |         |
| 60 m                   | Lungo | Peso              | Alto                              | 60 m hs          | Asta                 | 1000 m  |
| 7"25                   | 6,90 m | 13,01 m           | 1,92 m                            | 8"08             | 4,60 m               | 2'50"69 |

### Femminili
Salvo specifiche indicazioni diverse, tutti i dati della sottostante tabella sono aggiornati al 13 gennaio 2024.
| Specialità       | Prestazione | Atleta            | Società                    | Data             | Luogo           |
| ---------------- | --- | ----------------- | -------------------------- | ---------------- | --------------- |
| 60 m piani       | 7"19 | Kelly Doualla     | Pro Patria Milano          | 8 febbraio 2025  | Ancona, Italia  |
| 200 m piani      | 23"39 | Elisa Valensin    | Pro Patria Milano          | 1º marzo 2025    | Metz, Francia   |
| 400 m piani      | 53"04 | Elisa Valensin    | Pro Patria Milano          | 18 gennaio 2025  | Ancona, Italia  |
| 800 m piani      | 2'03"88 | Marta Zenoni      | Atletica Bergamo 1959      | 6 marzo 2016     | Ancona, Italia  |
| 1 500 m piani    | 4'16"02 | Marta Zenoni      | Atletica Bergamo 1959      | 17 gennaio 2016  | Padova, Italia  |
| 3 000 m piani    | 9'18"33 | Nadia Battocletti | Fiamme Azzurre             | 17 febbraio 2019 | Ancona, Italia  |
| 60 m ostacoli    | 8"22 | Elisa Di Lazzaro  | CUS Parma                  | 4 marzo 2017     | Halle, Germania |
| Salto in alto    | 1,92 m | Aurora Vicini     | CUS Parma                  | 18 febbraio 2024 | Ancona, Italia  |
| Salto con l'asta | 4,60 m | Roberta Bruni     | Studentesca Cariri         | 17 febbraio 2013 | Ancona, Italia  |
| Salto in lungo   | 6,91 m | Larissa Iapichino | Fiamme Gialle              | 20 febbraio 2021 | Ancona, Italia  |
| Salto triplo     | 13,71 m | Erika Saraceni    | Bracco Atletica            | 23 febbraio 2025 | Ancona, Italia  |
| Getto del peso   | 16,56 m | Assunta Legnante  | Snam                       | 22 febbraio 1997 | Genova, Italia  |
| Pentathlon       | 4 241 punti | Ifeoma Ozoeze     | Fiamma Veneto              | 11 febbraio 1990 | Genova, Italia  |
| Pentathlon       | \| 60 m hs \| Alto \| Peso \| Lungo \| 800 m \| \| ------- \| ------ \| ------- \| ------ \| ------- \| \| 8"69 \| 1,79 m \| 11,75 m \| 6,28 m \| 2'28"13 \| |                   |                            |                  |                 |
| Marcia 3 000 m   | 12'46"60 | Serena Di Fabio   | Polisportiva Tethys Chieti | 21 gennaio 2025  | Ancona, Italia  |
| 60 m hs          | Alto | Peso              | Lungo                      | 800 m            |                 |
| 8"69             | 1,79 m | 11,75 m           | 6,28 m                     | 2'28"13          |                 |